# Präsidentschaftswahl in den Vereinigten Staaten 1900
In der US-Präsidentschaftswahl von 1900, abgehalten am 6. November 1900, gab es mit den Kandidaten William McKinley (Republikaner) und William Jennings Bryan (Demokraten) eine Neuauflage der Präsidentschaftswahl von 1896. Der Sieg im Spanisch-Amerikanischen Krieg und die Stärkung des ökonomischen Wohlstandes halfen McKinley, seine zweite Amtszeit anzutreten.

## Nominierungen

### Republikanische Partei

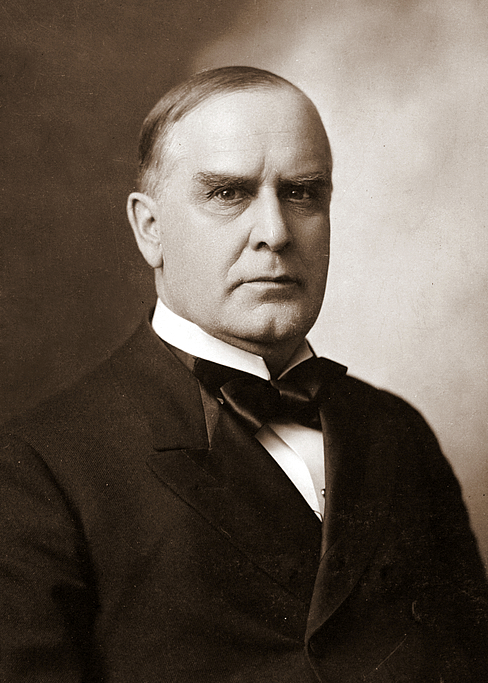
William McKinley

Die 926 Delegierten des republikanischen Konvents in Philadelphia ernannten William McKinley erneut zum Präsidentschaftskandidaten. Auf Druck führender New Yorker Parteimitglieder wurde Theodore Roosevelt, Gouverneur von New York, zum Kandidaten für das Amt des Vizepräsidenten delegiert und ersetzte damit Garret Hobart, der 1899 verstorben war.

### Demokratische Partei

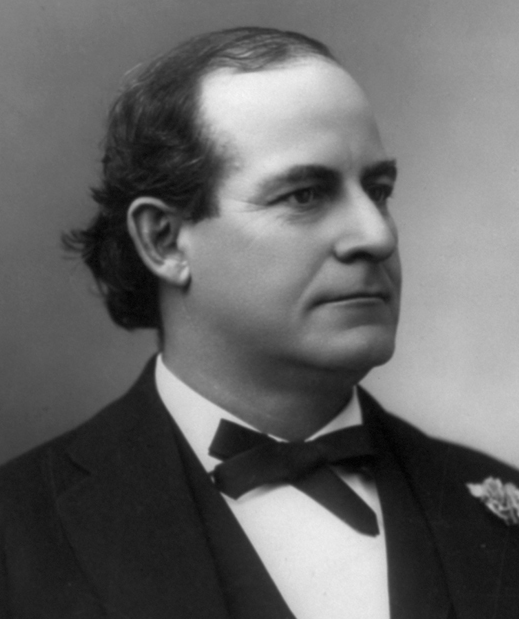
William Jennings Bryan

William Jennings Bryan wurde auf dem demokratischen Konvent in Kansas City von 936 Delegierten gewählt. Als Kandidat für das Amt des Vizepräsidenten konnte sich der frühere Amtsinhaber Adlai Stevenson gegen drei weitere Kandidaten durchsetzen.

### Populistische Partei
Die Populistische Partei unterstützte nicht wie 1896 Bryan, sondern stellte mit Wharton Barker einen eigenen Kandidaten.

### Sozialdemokratische Partei
Die Sozialdemokratische Partei stellte ebenfalls einen eigenen Kandidaten: Eugene V. Debs wurde nominiert.

## Ergebnis
| Kandidat               | Partei | Partei         | Stimmen    | Stimmen | Wahlmänner |
| Kandidat               | Partei | Partei         | Anzahl     | Prozent | Wahlmänner |
| ---------------------- | ------ | -------------- | ---------- | ------- | ---------- |
| William McKinley       |        | Republikaner   | 7.228.864  | 51,6 %  | 292        |
| William Jennings Bryan |        | Demokrat       | 6.370.932  | 45,5 %  | 155        |
| John Granville Woolley |        | Prohibitionist | 210.864    | 1,5 %   | —          |
| Eugene V. Debs         |        | Sozialdemokrat | 87.945     | 0,6 %   | —          |
| Wharton Barker         |        | Populist       | 50.989     | 0,4 %   | —          |
| Joseph F. Maloney      |        | Sozialist      | 40.943     | 0,3 %   | —          |
| Gesamt                 | Gesamt | Gesamt         | 13.997.426 | 100 %   | 447        |